# BV Villingen-Schwenningen
Der BV Villingen-Schwenningen (offiziell: Billardverein Villingen-Schwenningen e. V.) ist ein Billardverein aus Villingen-Schwenningen. Die erste Snookermannschaft des 1994 gegründeten Vereins spielte in der Saison 2016/17 in der 1. Bundesliga.

## Geschichte
| Platzierungen (seit 2003) | Platzierungen (seit 2003)      | Platzierungen (seit 2003) |
| Saison                    | Liga (Spielklasse)             | Platz                     |
| ------------------------- | ------------------------------ | ------------------------- |
| 2003/04                   | nicht bekannt                  |                           |
| 2004/05                   | Baden-Württemberg-Liga (3)     | 2                         |
| 2005/06                   | Baden-Württemberg-Liga (3)     | 3                         |
| 2006/07                   | Baden-Württemberg-Liga (3)     | 5                         |
| 2007/08                   | Baden-Württemberg-Liga (3)     | 1                         |
| 2008/09                   | Baden-Württemberg-Liga (3)     | 2                         |
| 2009/10                   | Oberliga Baden-Württemberg (3) | 3                         |
| 2010/11                   | Oberliga Baden-Württemberg (3) | 6                         |
| 2011/12                   | Oberliga Baden-Württemberg (3) | 6                         |
| 2012/13                   | Oberliga Baden-Württemberg (3) | 3                         |
| 2013/14                   | Oberliga Baden-Württemberg (3) | 1                         |
| 2014/15                   | Oberliga Baden-Württemberg (3) | 1                         |
| 2015/16                   | 2. Bundesliga Süd (2)          | 2                         |
| 2016/17                   | 1. Bundesliga (1)              | 7                         |
| 2017/18                   | 2. Bundesliga Süd (2)          | 7                         |
| 2018/19                   | Oberliga Baden-Württemberg (3) | 1                         |
| 2019/20                   | 2. Bundesliga Süd (2)          | 8                         |
| 2020/21                   | Oberliga Baden-Württemberg (3) | –                         |
| 2021/22                   | Oberliga Baden-Württemberg (3) | 2                         |
| 2022/23                   | 2. Bundesliga Süd (2)          |                           |

Der BV Villingen-Schwenningen wurde 1994 gegründet. In der Saison 2004/05 erreichte die erste Snookermannschaft in der drittklassigen Baden-Württemberg-Liga den zweiten Platz. 2008 wurde man Meister der Baden-Württemberg-Liga, 2009 Vizemeister. In den Jahren 2011 und 2012 entging man in der nun in Oberliga umbenannten dritten Liga als Sechstplatzierter nur knapp dem Abstieg. In den Spielzeiten 2013/14 und 2014/15 erreichte man den ersten Platz. Nachdem man sich 2014 in der Aufstiegsrunde nicht durchsetzen konnte, gelang 2015 der Aufstieg in die 2. Bundesliga. In der zweiten Liga erreichte der Verein in der Saison 2015/16 mit zehn Punkten Rückstand auf den erstplatzierten 1. SC Mayen-Koblenz und vier Punkte vor dem PSC Kaufbeuren den zweiten Platz. In der Relegation verpasste man mit einem Sieg gegen den Kölner Snooker Club und einer Niederlage gegen Schwarz-Blau Horst-Emscher als Zweitplatzierter zunächst den Aufstieg in die 1. Bundesliga. Da SAX-MAX Dresden seine Mannschaft aus der ersten Liga zurückzog, stieg der BV Villingen-Schwenningen jedoch als Nachrücker auf.
In der Saison 2016/17 belegte der BV Villingen-Schwenningen mit nur vier Punkten – ein Unentschieden gegen die Snookerfabrik Berlin und ein Sieg gegen Horst-Emscher – den siebten Platz und stieg somit in die zweite Liga ab. In der folgenden Spielzeit musste man als Siebtplatzierter erneut den Abstieg hinnehmen. Anschließend gelang jedoch mit dem ersten Platz in der Oberliga 2018/19 die direkte Rückkehr in die 2. Bundesliga.
In der aufgrund der COVID-19-Pandemie abgebrochenen Saison 2019/20 kam die Mannschaft auf den letzten Platz. Nachdem die Spielzeit 2020/21 pandemiebedingt ausgefallen war, kehrte man mit dem zweiten Platz in der Oberliga 2021/22 zur Saison 2022/23 in die 2. Bundesliga zurück.

## Poolbillard
| Platzierungen (seit 2003) | Platzierungen (seit 2003)              | Platzierungen (seit 2003) |
| Saison                    | Liga (Spielklasse)                     | Platz                     |
| ------------------------- | -------------------------------------- | ------------------------- |
| 2003/04                   | Verbandsliga Süd (5)                   | 2                         |
| 2004/05                   | Oberliga Süd (4)                       | 7                         |
| 2005/06                   | Verbandsliga Süd (5)                   | 9                         |
| 2006/07                   | Bezirksliga Hohenzollern-Hochrhein (7) | 3                         |
| 2007/08                   | Bezirksliga Hohenzollern-Hochrhein (7) | 2                         |
| 2008/09                   | Bezirksliga Hohenzollern-Hochrhein (7) | 1                         |
| 2009/10                   | Bezirksliga Hohenzollern-Hochrhein (7) | 6                         |
| 2010/11                   | Kreisliga A Hohenzollern-Hochrhein (8) | 6                         |
| 2011/12                   | Kreisliga A Hohenzollern-Hochrhein (8) | 1                         |
| 2012/13                   | Bezirksliga Hohenzollern-Hochrhein (7) | 1                         |
| 2013/14                   | Landesliga Süd (6)                     | 6                         |
| 2014/15                   | –                                      |                           |
| 2015/16                   | Kreisliga A 3 West (8)                 | 6                         |
| 2016/17                   | Kreisliga A 2 West (8)                 | 5                         |
| 2017/18                   | Kreisliga A West 2 (8)                 | 2                         |
| 2018/19                   | Bezirksliga West 2 (7)                 | 4                         |
| 2019/20                   | Bezirksliga West 2 (7)                 | 1                         |
| 2020/21                   | Landesliga West (6)                    | –                         |
| 2021/22                   | Landesliga West (6)                    | 1                         |
| 2022/23                   | Verbandsliga Nord-West (5)             |                           |

Die Poolbillardmannschaft spielte in der Saison 2004/05 in der Oberliga. Nachdem man in den folgenden Jahren bis in die Kreisliga abgestiegen war, folgte in der Saison 2012/13 der Aufstieg in die Landesliga. In der Saison 2014/15 nahm der BV Villingen-Schwenningen im Poolbillard nicht am Mannschaftsspielbetrieb teil. Ab 2015 spielte die Poolbillardmannschaft in der Kreisliga.
In den folgenden Jahren gelang dem Team dreimal der Aufstieg, sodass es in der Saison 2022/23 in der fünftklassigen Verbandsliga antritt.

## Aktuelle und ehemalige Spieler
(Auswahl)
- Kevin Barth
- Philippe Brand
- Francisco Gatsby
- Steffen Graf
- Andreas Greitmann
- Ralf Grießhaber
- Andreas Gut
- Svenja Heide
- Dieter Herzner
- Georgi Ivanov
- Stephan Moser
- Dennis Rothaug
- Mike Rüffert
- Thomas Ruppel
- Kevin Schiller
- Markus Stehle
- Markus Strauß
- Stefan Weiner
- Suphi Yalman